# Danh sách album đứng đầu bảng xếp hạng Gaon Album Chart năm 2011
Bảng xếp hạng Album (Gaon Chart) là bảng xếp hạng đánh giá những album hay nhất ở Hàn Quốc. Dữ liệu được thu nhập hằng tuần bởi Hiệp hội âm nhạc Hàn Quốc. Nó bao gồm bảng xếp hạng tuần, được mở từ Chủ nhật đến thứ bảy, và bảng xếp hạng hằng tháng.

## Bảng xếp hạng tuần
| Tuần        | Album                                                 | Nghệ sĩ           | Chú thích |
| ----------- | ----------------------------------------------------- | ----------------- | --------- |
| 1 tháng 1   | Into the New World                                    | Girls' Generation |           |
| 8 tháng 1   | Keep Your Head Down                                   | TVXQ              | [ 1 ]     |
| 15 tháng 1  | Keep Your Head Down                                   | TVXQ              | [ 2 ]     |
| 22 tháng 1  | VVIP                                                  | Seungri           | [ 3 ]     |
| 29 tháng 1  | Secret Garden OST (tiếng Hàn Quốc: 시크릿 가든 OST)   | Nhiều nghệ sĩ     |           |
| 5 tháng 2   | Only One                                              | U-Kiss            | [ 4 ]     |
| 12 tháng 2  | Kolleen Selects (tiếng Hàn Quốc: 박칼린의 칼린셀렉츠) | Nhiều nghệ sĩ     |           |
| 19 tháng 2  | The Beginning (Worldwide Concert In Seoul Edition)    | JYJ               | [ 5 ]     |
| 26 tháng 2  | Kolleen Selects (tiếng Hàn Quốc: 박칼린의 칼린셀렉츠) | Nhiều nghệ sĩ     |           |
| 5 tháng 3   | Tonight                                               | Big Bang          |           |
| 12 tháng 3  | My Girl                                               | Kim Hyung Jun     | [ 6 ]     |
| 19 tháng 3  | Before U Go                                           | TVXQ              |           |
| 26 tháng 3  | First Step                                            | CN Blue           |           |
| 2 tháng 4   | First Step                                            | CN Blue           |           |
| 9 tháng 4   | Tonight (Special Edition)                             | Big Bang          |           |
| 16 tháng 4  | Tonight (Special Edition)                             | Big Bang          |           |
| 23 tháng 4  | Pinocchio                                             | f(x)              |           |
| 30 tháng 4  | First Step ＋ Thank You                               | CN Blue           |           |
| 7 tháng 5   | Feel Brand New                                        | Eru               |           |
| 14 tháng 5  | Let It Go                                             | Heo Young Saeng   | [ 7 ]     |
| 21 tháng 5  | Mr. Taxi/Run Devil Run                                | Girls' Generation |           |
| 28 tháng 5  | Return                                                | F.T. Island       |           |
| 6 tháng 6   | Fiction and Fact                                      | Beast             |           |
| 11 tháng 6  | Break Down                                            | Kim Hyun Joong    | [ 8 ]     |
| 18 tháng 6  | 2011 Big Bang Live Concert ‘BIG SHOW’                 | Big Bang          |           |
| 25 tháng 6  | Hands Up                                              | 2PM               |           |
| 2 tháng 7   | Infinity Challenge West Coast Highway                 | Nhiều nghệ sĩ     |           |
| 9 tháng 7   | Miss Ripley OST (tiếng Hàn Quốc: 미스 리플리 OST)     | Nhiều nghệ sĩ     |           |
| 16 tháng 7  | Mona Lisa                                             | MBLAQ             |           |
| 23 tháng 7  | Infinity Challenge West Coast Highway                 | Nhiều nghệ sĩ     |           |
| 30 tháng 7  | 2NE1 2nd Mini Album                                   | 2NE1              |           |
| 6 tháng 8   | Mr. Simple                                            | Super Junior      |           |
| 13 tháng 8  | Mr. Simple                                            | Super Junior      |           |
| 20 tháng 8  | I Am Singer                                           | Nhiều nghệ sĩ     |           |
| 27 tháng 8  | Mr. Simple                                            | Super Junior      |           |
| 3 tháng 9   | Mr. Simple                                            | Super Junior      |           |
| 10 tháng 9  | STEP                                                  | KARA              |           |
| 17 tháng 9  | Vol. 7 The First (tiếng Hàn Quốc: 7집 처음)           | Sung Si Kyung     |           |
| 24 tháng 9  | Mr. Simple (Repackage)                                | Super Junior      |           |
| 1 tháng 10  | Paradise (Repackage)                                  | INFINITE          |           |
| 8 tháng 10  | In Heaven                                             | JYJ               | [ 9 ]     |
| 15 tháng 10 | Lucky                                                 | Kim Hyun Joong    | [ 10 ]    |
| 22 tháng 10 | The Boys                                              | Girls' Generation |           |
| 29 tháng 10 | The Boys                                              | Girls' Generation |           |
| 5 tháng 11  | The Boys                                              | Girls' Generation |           |
| 12 tháng 11 | Wonder World                                          | Wonder Girls      |           |
| 19 tháng 11 | Kim Dong Ryule                                        | Kim Dong Ryul     |           |
| 26 tháng 11 | In Heaven (Special Edition)                           | JYJ               |           |
| 3 tháng 12  | Last Fantasy                                          | IU                |           |
| 10 tháng 12 | The Boys                                              | Girls' Generation |           |
| 17 tháng 12 | 2011 Winter SMTown – The Warmest Gift                 | SM Town           |           |
| 24 tháng 12 | You’re Beautiful                                      | Jang Geun Suk     |           |
| 31 tháng 12 | Embrace                                               | Shin Hye Sung     |           |

## Bảng xếp hạng tháng
| Tháng    | Album                           | Nghệ sĩ           | Bán ra  |
| -------- | ------------------------------- | ----------------- | ------- |
| Tháng 1  | Keep Your Head Down             | TVXQ              | 230,227 |
| Tháng 2  | Tonight                         | Big Bang          | 109,770 |
| Tháng 3  | Keep Your Head Down (Repackage) | TVXQ              | 51,354  |
| Tháng 4  | Big Bang Special Edition        | Big Bang          | 72,139  |
| Tháng 5  | Fiction and Fact                | Beast             | 90,000  |
| Tháng 6  | Break Down                      | Kim Hyun Joong    | 100,433 |
| Tháng 7  | 2NE1 2nd Mini Album             | 2NE1              | 54,900  |
| Tháng 8  | Mr. Simple                      | Super Junior      | 287,427 |
| Tháng 9  | In Heaven                       | JYJ               | 136,500 |
| Tháng 10 | The Boys                        | Girls' Generation | 227,994 |
| Tháng 11 | The Boys                        | Girls' Generation | 65,048  |
| Tháng 12 | The Boys                        | Girls' Generation | 92,306  |

## Liên kết
- Gaon Charts - Trang chủ chính thức (tiếng Hàn)